# Keith Urban
Keith Lionel Urban (Whangarei, Northland; 26 de octubre de 1967) es un cantante, compositor y guitarrista de música country australiano-estadounidense.

## Biografía
Nació en Nueva Zelanda, pero se crio en Caboolture, un suburbio de Brisbane (Australia).
El 25 de junio de 2006, se casó con la actriz australiana Nicole Kidman, a quien había conocido en enero de 2005 durante una cena patrocinada por el gobierno australiano en Los Ángeles (California).
Músico, cantante y compositor, el tipo de música que interpreta es música country contemporánea, con toques de música pop y rock, pero sin dejar atrás los instrumentos tradicionales de esta música, como el banjo. Empezó a tocar la guitarra a la edad de 6 años.
Sus padres eran fanáticos de la cultura estadounidense. Sus intereses por la música country empezaron a aflorar cuando empezó a ganar concursos locales de su pueblo natal y de Nueva Zelanda. Se mudó a Nashville (Tennessee), donde empezó a tocar varias puertas hasta encontrar el éxito.
Ganó un premio Grammy en 2006 con su tema You'll Think of Me. En octubre de 2006, ingresó en una clínica de desintoxicación debido a su previamente declarada adicción a la cocaína.
Con Nicole Kidman tiene dos hijas: Sunday Rose (7 de julio de 2008) y Faith Margaret (28 de diciembre de 2010, gestada mediante un vientre de alquiler).

## Discografía
- 1991 Keith Urban (1991)
- 1997 The Ranch (with The Ranch)
- 1999 Keith Urban (1999) #145 US (Billboard 200) - #17 US BB Top Country Albums
- 2002 Golden Road #11 US (BB 200) - #2 US BB Top County Albums (108 wks on chart)
- 2004 In the Ranch (reissue) #34 US BB Top Country Albums
- 2004 Be Here #3 US (Billboard 200) - #1 US Billboard Top Country Albums (90 wks and still counting)
- 2005 Days Go By (UK) #40 UK
- 2006 Love, Pain & the whole crazy thing
- 2007 Greatest Hits: 18 Kids
- 2009 Defying Gravity
- 2010 Get Closer
- 2013 Fuse
- 2016 Ripcord